# Aaron Donald
Aaron Charles Donald (Pittsburgh, 23 de Maio de 1991) é um jogador aposentado de futebol americano que jogava como defensive tackle para o Los Angeles Rams da National Football League (NFL).
Ele jogou futebol americano universitário na Universidade de Pittsburgh, onde foi um All-American unânime. Ele foi selecionado pelos Rams na primeira rodada do Draft de 2014. Ele foi selecionado para oito Pro Bowls e foi eleito o Novato Defensivo da NFL e ainda Jogador Defensivo do Ano pela AP em 2017, 2018 e 2020. 
Campeão do Super Bowl LVI com o LA Rams, em 2022, é considerado um dos melhores defensive tackles da história da NFL, conhecido por sua agressividade e atleticismo, tendo revolucionado e impactado a posição que atuou.

## Carreira na escola secundária
Nascido em Pittsburgh, na Pensilvânia, Donald frequentou a Penn Hills High School. Ele foi selecionado como All-State Class AAAA em cada uma de suas duas últimas temporadas e teve 63 tackles, 15 tackles para perda de jardas e 11 sacks em seu terceiro ano. Ele também jogou como offensive guard.
Considerado um prospecto de três estrelas pelo Rivals.com, ele foi classificado como o 37º melhor defensive tackle do país. Ele se comprometeu com a Universidade de Pittsburgh e rejeitou as ofertas de Toledo, Akron e Rutgers.

## Carreira na faculdade
Como calouro, Donald jogou em todos os 13 jogos como defensive end. Ele registrou 11 tackles, incluindo três para perda de jardas e dois sacks.
Em 2011, no segundo ano, Donald mudou-se para o time titular e registrou 47 tackles, incluindo 16 para perdas de jardas, 11 sacks e um fumble forçado, ele foi nomeado para o Segundo-Time da All-Big East.
Em seu terceiro ano, ele registrou 64 tackles, incluindo 18,5 para perda de jardas, 5,5 sacks e 1 fumble forçado e sendo nomeado para o Primeiro-Time da All-Big East.
Em sua última temporada, ele se tornou um dos jogadores defensivos mais produtivos em toda a NCAA. Ele teve 59 tackles, 28,5 para perda de jardas, 11 sacks e quatro fumbles forçado. Ele foi nomeado o Jogador Defensivo do Ano da ACC e foi um All-American unânime.

### Estatísticas da faculdade
| 2010  | 13 | 11  | 2,0  | 0 | 0 |
| 2011  | 13 | 45  | 11,0 | 0 | 1 |
| 2012  | 13 | 64  | 5,5  | 0 | 1 |
| 2013  | 13 | 59  | 11,0 | 0 | 4 |
| Total | 52 | 179 | 29,5 | 0 | 6 |

## Carreira profissional
No Combine, Donald bateu o recorde na corrida de 40 jardas para um defensive tackle, o recorde era anteriormente mantido por Tank Johnson, que correu para 4,69 em 2004.
| Altura                          | Peso   | Comprimento do braço | Tamanho da mão | Corrida de 40 jardas | Corrida de 10 jardas | Corrida de 20 jardas | 20-ss  | 3-cone | Salto Vertical | Amplo  | BP            |
| ------------------------------- | ------ | -------------------- | -------------- | -------------------- | -------------------- | -------------------- | ------ | ------ | -------------- | ------ | ------------- |
| 1.85 m                          | 129 kg | 0.83 m               | 0,25 m         | 4.68 s               | 1.59 s               | 3.21 s               | 4.39 s | 7.11 s | 0,81 m         | 2.95 m | 35 repetições |
| Todos os valores da NFL Combine |        |                      |                |                      |                      |                      |        |        |                |        |               |

### Temporada de 2014
Donald foi selecionado na primeira rodada na 13ª escolha geral do Draft de 2014 pelo St. Louis Rams. Em 16 de junho de 2014, o St. Louis Rams assinou com Donald um contrato de novato de 4 anos no valor de US $ 10,13 milhões que está totalmente garantido. O contrato também inclui um bônus de assinatura de US $ 5,69 milhões e uma opção de quinto ano.
Em 7 de setembro de 2014, ele fez sua estréia na temporada regular contra o Minnesota Vikings e terminou o jogo com quatro tackles. Na semana seguinte, ele registrou três tackles e seu primeiro sack na carreira durante uma vitória por 19-17 sobre o Tampa Bay Buccaneers. Em 13 de outubro de 2014, ele foi titular em seu primeiro jogo contra o San Francisco 49ers e terminou o jogo com quatro tackles.
Depois de gravar 47 tackles, nove sacks e dois fumbles forçados, ele foi um dos cinco novatos selecionados para o Pro Bowl de 2015. Donald também ganhou o prêmio de Novato Defensivo do Ano.

### Temporada de 2015

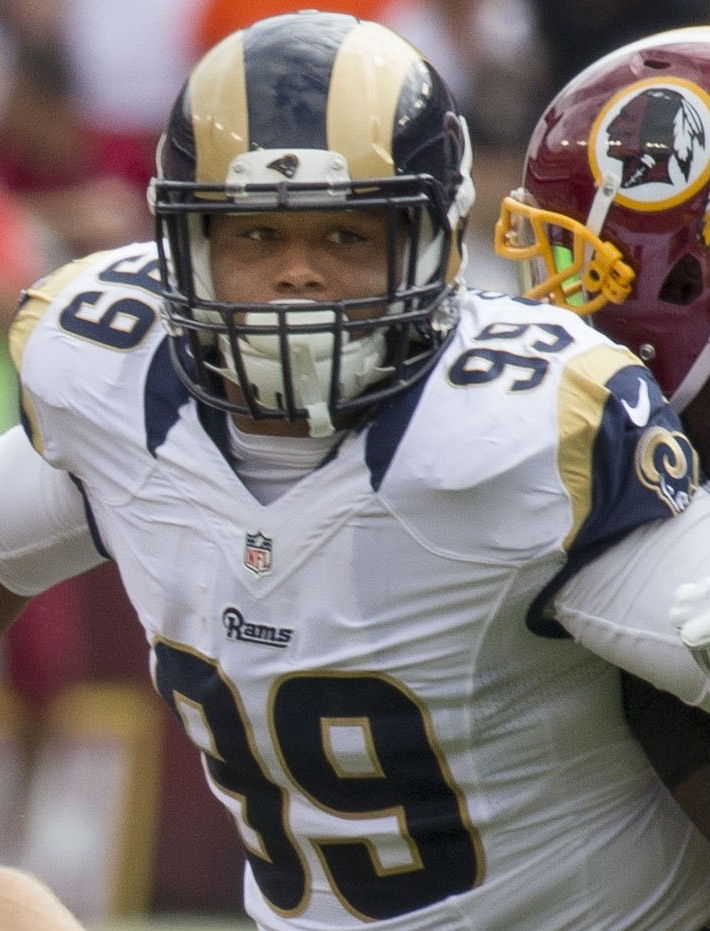
Donald em 2015.

Em 2015, Donald começou a temporada como o defensive tackle titular dos Rams. Durante a abertura da temporada contra os Seahawks, ele registrou um total de nove tackles e dois sacks, ajudando os Rams a ter uma vitória por 34-31 na prorrogação. Em 13 de dezembro de 2015, Donald fez cinco tackles e três sacks contra o Detroit Lions.
Donald foi titular em todos os 16 jogos e terminou a temporada com um 69 tackles, 11 sacks, um passe defendido e uma recuperação de fumble. Ele foi eleito pro Pro Bowl pela segunda temporada consecutiva. Ele foi classificado como o 14º por seus colegas jogadores na NFL Top 100 Players of 2015.

### Temporada de 2016
Em 12 de setembro de 2016, Donald foi expulso pela primeira vez em sua carreira na NFL por fazer contato ilegal com um árbitro. Em 16 de setembro de 2016, ele foi multado em US $ 21.269 por força desnecessária (US $ 9.115) e conduta antidesportiva (US $ 12.154). Em 21 de outubro de 2016, ele foi multado em US $ 18.231 por conduta antidesportiva após cometer uma penalidade durante um jogo contra o Detroit Lions. 
Donald foi nomeado para o seu terceiro Pro Bowl e pela segunda vez para o Primeiro-Time All-Pro. Ele também foi classificado em 15º na NFL Top 100 Players of 2016.

### Temporada de 2017
Em 12 de abril de 2017, os Rams exerceram a opção de quinto ano no contrato de Donald. Ele não se apresentou no campo de treinamento e na pré-temporada devido a uma disputa na extensão do seu contrato. Ele pagou cerca de US $ 1,4 milhão em multas devido à sua não participação e cada jogo que ele perdeu lhe custou um cheque do seu salário base de US $ 1,8 milhão. Em 9 de setembro de 2017, Donald se apresentou e passou pelos testes físicos, no entanto, ele não jogou no primeiro jogo da equipe no dia seguinte.
Em 19 de dezembro de 2017, Donald foi nomeado para seu quarto Pro Bowl consecutivo. Ele também foi selecionado para o First-Time All-Pro pela terceira vez. Ele terminou a temporada de 2017 com 41 tackles, 11 sacks e cinco fumbles forçados. Depois de uma temporada estelar de 2017, Donald foi eleito o Jogador Defensivo do Ano da NFL.

### Temporada de 2018
Uma semana antes do início da temporada de 2018, Donald assinou uma extensão de contrato no valor de US$ 135 milhões de dólares, por seis anos, com US$ 87 milhões garantidos, mantendo-o sob contrato até a temporada de 2026. O negócio fez dele o mais bem pago jogador de defesa da história da NFL, mas foi ultrapassado menos de 24 horas depois por Khalil Mack que assinou um contrato no valor de US $141 milhões de contrato com o Chicago Bears.
Na semana 7 contra o San Francisco 49ers, Donald registrou quatro sacks no quarterback CJ Beathard, juntamente com nove tackles, 6 para perda de jardas em uma vitória por 39 a 10, ganhando quarto prêmio de Jogador Defensivo da Semana da NFC da carreira. Donald foi nomeado o Jogador Defensivo do Mês da NFC no mês de outubro depois de ter oito sacks, 17 tackles e um fumble forçado. Na semana 16, Donald teve sete tackles, quatro para perda de jardas e três sacks em uma vitória por 31 a 9 sobre o Arizona Cardinals, ganhando quinto prêmio de Jogador Defensivo da Semana da NFC da carreira. As suas três sacks trouxe o total na época para 19.5 sacks, batendo o recorde de maior número de sacks numa época por um defensive tackle, que era segurado antes por Keith Millard com 18.0. Donald na semana 17 juntou mais uma sack, contra os 49ers, acabando a época regular com 20.5 sacks, sendo o jogador com mais sacks da liga.
Em dezembro de 2018, Donald foi nomeado para seu quinto Pro Bowl consecutivo. Ele também foi selecionado para o First-Time All-Pro pela quarta vez consecutiva. A 2 de fevereiro de 2019, ganhou o seu segundo NFL Defensive Player of the Year, juntando-se a Lawrence Taylor e J.J. Watt, como os únicos jogadores a ganhar o prêmio em épocas consecutivas. Donald ajudou os Rams a chegarem ao Super Bowl LIII depois de ter derrotado os Dallas Cowboys na Divisional Round e os New Orleans Saints na NFC Championship. No Super Bowl, Donald teve cinco tackles mas os Rams perderam por 13-3 para os New England Patriots, com a linha ofensiva dos Patriots a cobrirem Donald com double team para poderem neutralizar o seu efeito, isto foi citado como um elemento chave para o resultado. Ele foi classificado o melhor jogador na NFL, pelos seus Pares, no NFL Top 100 Players of 2019.

### Temporada de 2019
Durante a primeira semana contra os Cleveland Browns, Donald deu a sua primeira sack da temporada no Baker Mayfield numa vitória por 20 a 13. Três semanas depois contra os San Francisco 49ers, Donald deu sack em Jimmy Garappolo duas vezes numa derrota por 20 a 7. No jogo a seguir contra os Atlanta Falcons, Donald deu uma stip sack (sack com fumble) em Matt Ryan e recuprou a bola numa vitória por 37 a 10. Durante a semana 11 contra os Chicago Bears, Donald teve duas sacks, quatro tackles e um passe defletido numa vitória de 17-7, ganhando o prêmio jogador defensivo da semana da NFC.
Em dezembro de 2019, Donald foi nomeado para seu sexto Pro Bowl consecutivo. Ele também foi selecionado para o First-Time All-Pro pela quinta vez consecutiva. Ele foi classificado o terceiro melhor jogador na NFL, pelos seus Pares, no NFL Top 100 Players of 2020.

### Temporada de 2020

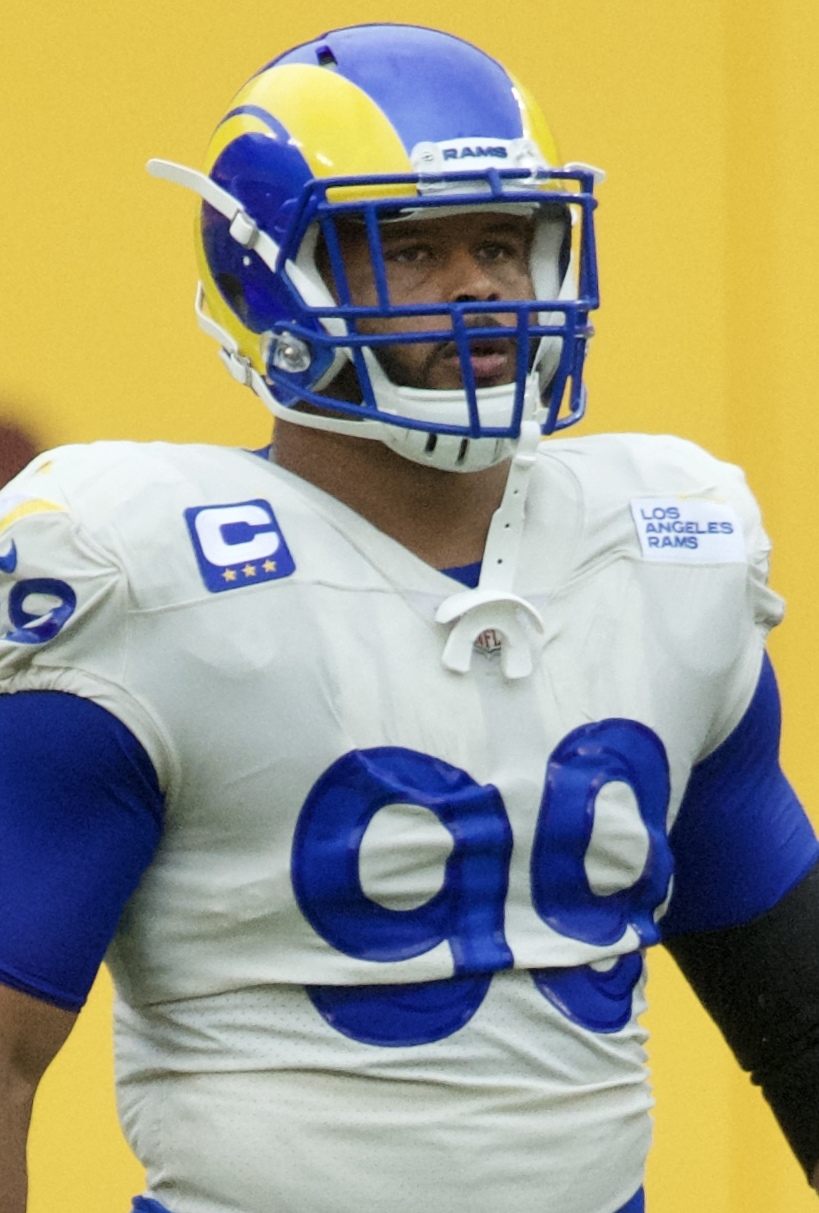
Donald em 2020.

Na semana 1 contra os Dallas Cowboys, Donald deu a sua primeira sack da temporada no Dak Prescott numa vitória por 20 a 17. Na semana 3 contra os Buffalo Bills, Donald deu duas sacks no Josh Allen, uma que foi strip sack e que ele recuprou a bola numa derrota de 35-32. Na semana 5 contra os Washington Football Team, Donald teve quatro sacks e ganhou o Prêmio de jogador defensivo da semana da NFC. Na semana 8 contra os Miami Dolphins, Donald deu uma strip sack no quarterback novato Tua Tagovailoa na primeira tentativa de passe da carreira de Tagovailoa, num jogo em que os Rams sairam derrotados por 28 a 17. Na semana 12 contra os San Francisco 49ers, Donald deu uma sack em Nick Mullens e forçou um fumble no running back Raheem Mostert que foi recuprado e levado pelo colega de equipa Troy Hill para um touchdown, numa derrota de 23-20.
Em dezembro de 2020, Donald foi nomeado para seu sétimo Pro Bowl consecutivo.  Ele também foi selecionado para o First-Time All-Pro pela sexta vez consecutiva. Na ronda do Wild Card dos playoffs contra os Seattle Seahawks, Donald deu duas sacks em Russle Wilson numa vitória por 30 a 20. Durante o terceiro quarto do jogo, Donald lesionou-se nas costelas depois de Wilson ter caido sobre elas após uma tentiva de sack de Donald, ele não voltou a jogar o resto do jogo. Na semana a seguir no jogo da Divisional Round dos Playoffs contra os Green Bay Packers, Donald não estando a 100%, por causa da lesão nas sofrida no jogo anterior, jogou tempo limitado e quando estave em campo teve pouco efeito tendo só uma tackle. Os Rams acabaram por ser eliminados dos Playoffs pelos Packers numa derrota por 32 a 18. Em 6 de fevereiro de 2020, Donald ganhou o seu terceiro NFL Defensive Player of the Year, juntando-se a Lawrence Taylor e J. J. Watt como jogadores com mais NFL Defensive Player of the Year Award ganhos, com três. 

### Temporada de 2021 e o Super Bowl
Na semana 12, contra o Green Bay Packers, Donald sufocou o jogador de linha ofensiva Lucas Patrick. Ele foi multado em US$ 10 300 dólares por esta atitude. Duas semanas mais tarde, Donald fez sacks, cinco tackles e ainda teve um passe defletido na vitória por 30 a 23 fora de casa contra o Arizona Cardinals, que rendeu a ele o prêmio de Jogador Defensivo da Semana pela NFC. De maneira similar ao que aconteceu na semana 12, Donald sufocou D. J. Humphries na rodada de repescagem dos playoffs contra os Cardinals e os dois brigaram, com os Rams sendo vitoriosos nessa partida. Na semana seguinte, Los Angeles venceu o Tampa Bay por 30 a 27 na rodada de divisão. 
Na final da NFC, Donald fez um bom trabalho pressionando Jimmy Garoppolo, o quarterback dos 49ers, o desequilibrando que permitiu uma interceptação para os Rams ganhar o jogo. No Super Bowl LVI contra os Bengals, Aaron Donald conseguiu dois sacks e acertou o quarterback três vezes, incluindo na última jogada para garantir a vitória e a conquista do título.

### Temporada de 2022
Em 7 de junho de 2022, os Rams anunciaram que eles haviam renegociado o contrato de Donald que havia sido firmado em 2018. O acordo adicionou mais US$ 40 milhões que ele receberia ao longo dos últimos três anos do seu contrato de seis anos, totalizando US$ 135 milhões de dólares, fazendo de Donald o primeiro jogador da NFL que não era um quarterback a ter uma média salarial superior a US$ 30 milhões por temporada.
Donald sofreu uma entorse de tornozelo durante uma derrota fora de casa contra o Kansas City Chiefs na Semana 13. Pela nona vez na carreira, ele recebeu honras de Pro Bowl. Donald perdeu os últimos seis jogos do ano e terminou sua temporada abreviada com 49 tackles e cinco sacks. Ele foi classificado em 11º lugar por seus colegas jogadores na lista NFL Top 100 Players of 2023.

### Temporada de 2023 e aposentadoria
Em 2023, Donald teve oito sacks, 53 tackles totais e três passes defendidos. Ele recebeu honras do Pro Bowl pela décima vez e foi nomeado primeiro time All-Pro pela oitava vez na sua carreira.
Em 15 de março de 2024, Donald anunciou sua aposentadoria.

## Estatísticas da NFL
| Legendas | Legendas                 |
| -------- | ------------------------ |
|          | Jogador de Defesa do Ano |
|          | Venceu o Super Bowl      |
|          | Liderou a liga           |
| Negrito  | Melhor marca da carreiro |

| St. Louis/Los Angeles Rams | St. Louis/Los Angeles Rams | St. Louis/Los Angeles Rams | St. Louis/Los Angeles Rams | St. Louis/Los Angeles Rams | St. Louis/Los Angeles Rams | St. Louis/Los Angeles Rams | St. Louis/Los Angeles Rams | St. Louis/Los Angeles Rams | St. Louis/Los Angeles Rams | St. Louis/Los Angeles Rams | St. Louis/Los Angeles Rams | St. Louis/Los Angeles Rams | St. Louis/Los Angeles Rams | St. Louis/Los Angeles Rams | St. Louis/Los Angeles Rams | St. Louis/Los Angeles Rams | St. Louis/Los Angeles Rams | St. Louis/Los Angeles Rams |
| Ano                        | Time                       | Jogo                       | Jogo                       | Tackles                    | Tackles                    | Tackles                    | Tackles                    | Tackles                    | Interceptação              | Interceptação              | Interceptação              | Interceptação              | Interceptação              | Interceptação              | Fumbles                    | Fumbles                    | Fumbles                    | Fumbles                    |
| Ano                        | Time                       | Jogos disputados           | Jogos titular              | Cmb                        | Solo                       | Ast                        | Sck                        | TFL                        | PD                         | Int                        | Jarda                      | Média                      | Lng                        | TD                         | FF                         | FR                         | Jardas                     | TD                         |
| -------------------------- | -------------------------- | -------------------------- | -------------------------- | -------------------------- | -------------------------- | -------------------------- | -------------------------- | -------------------------- | -------------------------- | -------------------------- | -------------------------- | -------------------------- | -------------------------- | -------------------------- | -------------------------- | -------------------------- | -------------------------- | -------------------------- |
| 2014                       | STL                        | 16                         | 12                         | 48                         | 38                         | 10                         | 9,0                        | 18                         | 1                          | —                          | —                          | —                          | —                          | —                          | 2                          | 0                          | 0                          | 0                          |
| 2015                       | STL                        | 16                         | 16                         | 69                         | 44                         | 25                         | 11,0                       | 22                         | 1                          | —                          | —                          | —                          | —                          | —                          | 0                          | 1                          | 40                         | 0                          |
| 2016                       | LAR                        | 16                         | 16                         | 47                         | 36                         | 11                         | 8,0                        | 17                         | 5                          | —                          | —                          | —                          | —                          | —                          | 2                          | 0                          | 0                          | 0                          |
| 2017                       | LAR                        | 14                         | 14                         | 41                         | 32                         | 9                          | 11,0                       | 15                         | 1                          | —                          | —                          | —                          | —                          | —                          | 5                          | 1                          | 0                          | 0                          |
| 2018                       | LAR                        | 16                         | 16                         | 59                         | 41                         | 18                         | 20,5                       | 25                         | 1                          | —                          | —                          | —                          | —                          | —                          | 4                          | 2                          | 0                          | 0                          |
| 2019                       | LAR                        | 16                         | 16                         | 48                         | 29                         | 19                         | 12,5                       | 20                         | 2                          | —                          | —                          | —                          | —                          | —                          | 2                          | 1                          | 0                          | 0                          |
| 2020                       | LAR                        | 16                         | 16                         | 45                         | 27                         | 18                         | 13,5                       | 14                         | 1                          | —                          | —                          | —                          | —                          | —                          | 4                          | 1                          | 0                          | 0                          |
| 2021                       | LAR                        | 17                         | 17                         | 84                         | 38                         | 46                         | 12,5                       | 19                         | 4                          | —                          | —                          | —                          | —                          | —                          | 4                          | 0                          | 0                          | 0                          |
| 2022                       | LAR                        | 11                         | 11                         | 49                         | 27                         | 22                         | 5,0                        | 10                         | 2                          | —                          | —                          | —                          | —                          | —                          | 1                          | 1                          | 0                          | 0                          |
| 2023                       | LAR                        | 16                         | 16                         | 53                         | 28                         | 25                         | 8,0                        | 16                         | 3                          | —                          | —                          | —                          | —                          | —                          | 0                          | 0                          | 0                          | 0                          |
| Carreira                   | Carreira                   | 154                        | 150                        | 543                        | 340                        | 203                        | 111,0                      | 176                        | 21                         | 0                          | 0                          | 0.0                        | 0                          | 0                          | 24                         | 7                          | 40                         | 0                          |